# Ежово (Омутнинский район)
Ежово — деревня в Омутнинском районе Кировской области. Входит в Вятское сельское поселение.

## География
Находится на правобережье Вятки на расстоянии примерно 5 км по прямой на восток-северо-восток от районного центра города Омутнинск.

## История
Починок Голодаевский образовался между 1710 и 1720 годами. В 1834 году в деревне проживало 41 человек, к 1858 году население выросло до 55 человек. 
В 1891 году учтено дворов 15 и жителей 81, в 1926 году было 21 и 110 человек соответственно. В советское время работали колхозы «Первомайский», «Дружба» и откормсовхоз «Омутнинский».

## Население
Постоянное население составляло 342 человека (русские — 98 %) в 2002 году, 328 в 2010 году.